# Di Thân vương

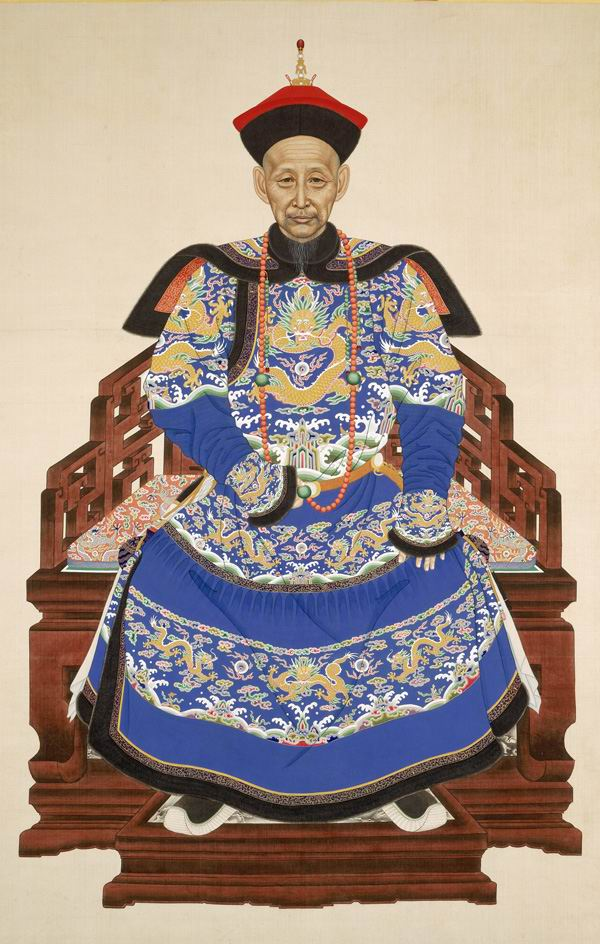
Di Đoan Thân vương Tái Đôn - Di Thân vương đời thứ 8

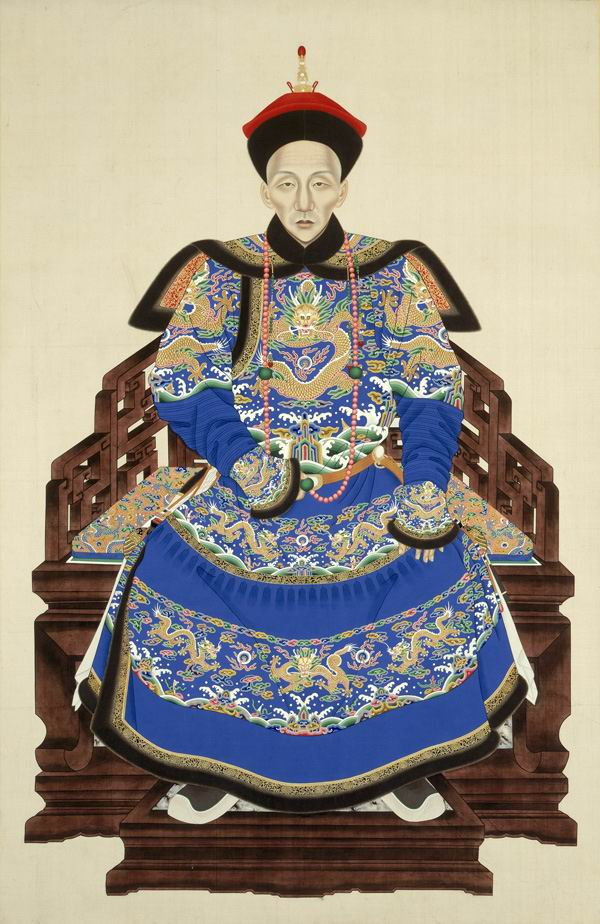
Phổ Tĩnh

Hòa Thạc Di Thân vương (Chữ Hán: 和碩怡親王, tiếng Mãn: ᡥᠣᡧᠣᡳ
 ᡠᡵᡤᡠᠨ
 ᠴᡳᠨ
 ᠸᠠᠩ, Möllendorff: Hošoi urgun cin wang, Abkai: Hoxoi urgun qin wang) là tước vị Thân vương thế tập truyền đời nhà Thanh trong lịch sử Trung Quốc. Do được ban ân con cháu tập tước không bị giáng vị, Di Thân vương trở thành một trong Thiết mạo tử vương.

## Khái quát
Thủy tổ của Di vương phủ là Dận Tường (胤祥) - Hoàng thập tam tử (tính trong số trưởng thành) của Thanh Thánh Tổ Khang Hi Hoàng đế. Năm Khang Hi thứ 61 (1722), ông được anh trai là Ung Chính Đế phong làm Di Thân vương (怡親王). Năm Ung Chính thứ 3 (1725), tháng 2, gia thêm Nghị chính đại thần, gia thêm Đa La Quận vương, luận trong các con mà tấn phong cho. Năm thứ 5 (1727), Ung Chính Đế ban ngự thư Trung Kính Thành Trực Cần Thận Liêm Minh (忠敬誠直勤慎廉明), làm thành biển. Năm thứ 7 (1729), tháng 10, nhân lấy công trạng "Hiệp tán", tăng đãi ngộ gấp đôi. Năm thứ 8 (1730), ngày 4 tháng 5, giữa trưa, ông hoăng thệ, chung niên 45 tuổi, được ban thụy [Hiền] (賢). Ung Chính Đế chiếu phục lại bối tự chữ "Dận", xứng hưởng Thái Miếu, đem biển ngạch 8 chữ khi trước đặt lên trên, lại cho làm Hiền Lương tự, đem bài vị Dận Tường vào trong ấy. Tước vị do con trai là Hoằng Hiểu thừa tập.
Năm Hàm Phong thứ 11 (1861), xảy ra Chính biến Tân Dậu, Di Thân vương Tái Viên và Trịnh Thân vương Đoan Hoa, Túc Thuận bị Từ Hi Thái hậu ban chết. Tước vị Di Thân vương bị hàng xuống Bất nhập Bát phân Phụ quốc công (不入八分辅国公), do huyền tôn của Hoằng Hiểu là Tái Thái (载泰) thừa tập. Đến năm 1864 thì khôi phục tước vị Di Thân vương, do huyền tôn của Ninh Lương Quận vương Hoằng Giao (弘晈) là Tái Đôn (载敦) thừa tập.

### Chi hệ
Dận Tường có tổng cộng chín con trai, trong đó Nhị tử chưa có tên, Ngũ tử Hoằng Quang, Lục tử Hoằng Khâm, Bát tử Thụ Ân và Cửu tử A Mục San Lang đều qua đời sớm, trưởng thành chỉ có bốn người.
- Thứ trưởng tử Hoằng Xương (弘昌), mẹ là Trắc Phúc tấn Qua Nhĩ Giai thị, thứ tự trong nhà là Trưởng tử. Vào năm Ung Chính nguyên niên (1723) đã cho phong Cố Sơn Bối tử, rồi thăng Đa La Bối lặc. Vốn dĩ có thể thành một nhánh Biệt tông của Di vương phủ, nhưng đến năm Càn Long thứ 4 (1739) vì tội mà cách tước, hậu duệ bị quy thành Nhàn tản Tông thất.
- Đích Trưởng tử Hoằng Thôn (弘暾), mẹ là Đích Phúc tấn Triệu Giai thị, thứ tự trong nhà là Tam tử. Chưa phong tước đã mất, đặc ban Bối lặc cấp, cho con trai thứ tư của Hoằng Hiểu là Vĩnh Mạn làm con thừa tự. Vốn dĩ chỉ là Nhàn tản, sau bởi vì Biệt tông của Di vương phủ Đại tông là Ninh vương phủ, phụng mệnh qua kế thừa Đại tông, khiến con cháu thừa tự của Hoằng Thôn lại kế thừa tước Phụng ân Trấn quốc công từ Ninh vương phủ.
- Đích Thứ tử Hoằng Giao (弘晈), mẹ là Đích Phúc tấn Triệu Giai thị, thứ tự trong nhà là Tứ tử. Năm Ung Chính thứ 3 (1725), Thế Tông đặc ân ban cho Di vương phủ một Đa La Quận vương, chọn trong nhà một con trai tập tước, vị ấy chính là Hoằng Giao, tức Đa La Ninh Quận vương (多羅寧郡王), trở thành Biệt tông từ Di vương phủ. Biệt tông này truyền được 4 đời, đến Phụng ân Trấn quốc công Tái Đôn (载敦), bởi vì Di Thân vương đời thứ 6 là Tái Viên bị hạch tội, nên Tái Đôn được kế thừa Di vương phủ Đại tông. Vì vậy tước vị Phụng ân Trấn quốc công của Ninh vương phủ do Tái Thái - mạch hạ thừa kế của Hoằng Thôn, tiếp tục kế thừa.
- Đích Ấu tử Hoằng Hiểu (弘晓), mẹ là Đích Phúc tấn Triệu Giai thị, thứ tự trong nhà là Thất tử. Tuy là con út, nhưng cuối cùng thừa tước Hòa Thạc Di Thân vương nguyên trạng từ Dận Tường. Truyền đến Tái Viên thì bị hạch tội, phải đem từ Ninh vương Biệt tông qua kế thừa.

### Kỳ tịch
Di vương phủ một chi, sau khi ân phong liền được xét phân ra ở Chính Lam kỳ. Bởi vì là sau khi nhập quan mà phong tước, cho nên tình hình Kỳ tịch của Di vương phủ lẫn Ninh vương phủ đều không có biến động, là Tả dực cận chi Chính Lam kỳ (左翼近支正蓝旗).

### Địa vị
Di vương phủ là Hòa Thạc Thân vương đầu tiên đặc ân thừa kế võng thế không giáng tước sau khi Đại Thanh nhập quan, địa vị của Di vương phủ vô cùng đặc thù. Có thể nói, Di vương phủ là trường hợp đặc biệt nhất trong các nhánh Tông thất.
Nhưng đến đời Càn Long, Càn Long Đế liền âm thầm cắt giảm đi đãi ngộ của Di vương phủ, đem bọn họ nhất trí đãi ngộ ngang với các Hoàng thân Vương công khác. Sau đó, Tái Viên cùng Phổ Tĩnh hai lần cách tước, chính thức làm cho địa vị một chi Di vương phủ rớt xuống. Cuối đời Quang Tự, địa vị Di vương phủ đã phải ở sau Cung vương, Thuần vương và thậm chí là Khánh vương.

## Di Thân vương
Thứ tự thừa kế Di vương phủ. Số năm lần lượt là năm sinh, năm thừa tước, năm mất; in đậm là khoảng thời gian thụ tước:
1. Di Hiền Thân vương Dận Tường (胤祥)
1686 - 1722 - 1730
2. Di Hy Thân vương Hoằng Hiểu (弘曉)
1722 - 1730 - 1778
3. Di Cung Thân vương Vĩnh Lang (永琅)
1746 - 1779 - 1799
Truy phong: Di Thân vương Miên Tiêu (綿標; 1770 - 1799), truy phong năm 1800
4. Di Khác Thân vương Dịch Huân (奕勛)
1793 - 1799 - 1818
5. Di Thân vương Tái Phường (載坊)
1816 - 1819 - 1821
6. Dĩ cách Di Thân vương Tái Viên (載垣)
1816 - 1825 - 1861 (phạm tội tự sát, thu phủ đệ, hủy sắc thư)
7. Di Đoan Thân vương Tái Đôn (載敦)
1827 - 1858 - 1864 - 1890 (nhập kế đại tông, ông cố Vĩnh Phúc, ông nội Miên Dự, cha Dịch Cách đều được truy phong Di Thân vương)
Truy phong: Di Cung Khác Thân vương Vĩnh Phúc (永福; 1753 - 1782), truy phong năm 1864.
Truy phong: Di Thân vương Miên Dự (绵誉; 1780 - 1843), truy phong năm 1864.
Truy phong: Di Thân vương Dịch Cách (奕格; 1805 - 1858), truy phong năm 1864.
8. Dĩ cách Di Thân vương Phổ Tĩnh (溥靜)
1849 - 1891 - 1900 (sau khi chết luận tội mà cách tước)
9. Di Thân vương Dục Kỳ (毓麒)
1900 - 1902 - 1945 - 1948

## Ninh Quận vương
Thứ tự thừa kế Ninh vương phủ, Di vương phủ biệt tông. Số năm lần lượt là năm sinh, năm thừa tước, năm mất; in đậm là khoảng thời gian thụ tước:
1. Ninh Lương Quận vương Hoằng Giao (弘晈)
1713 - 1730 - 1764
2. Cung Khác Bối lặc Vĩnh Phúc (永福)
1753 - 1764 - 1782
3. Bối lặc Miên Dự (绵誉)
1780 - 1782 - 1843
4. Bối tử Dịch Cách (奕格)
1805 - 1843 - 1858
5. Phụng ân Trấn quốc công Tái Đôn (载敦)
1827 - 1858 - 1864 - 1890 (năm 1864 nhập kế đại tông Di vương phủ, thừa tước)
6. Bất nhập Bát phân Phụ quốc công Tái Thái (載泰)
1838 - 1862 - 1864 - 1878 (từ thừa tự Hoằng Thôn mà đem qua, sau bị hạch tội mà đày đi Hắc Long Giang)
7. Phụng ân Phụ quốc công Tái Bạch (載帛)
1853 - 1866 - 1913 (từ thừa tự Hoằng Thôn mà đem qua)
8. Phụng ân Phụ quốc công Phổ Lâm (溥琳)
1882 - 1913 - 1937

## Phả hệ Di Thân vương
- - Di Thân vương
- - Ninh Quận vương

|                                                                 |                                                                 |                                                                 |                                                                 |                                                                 |                                                                 |  |  | Quá kế                                           |                                                  |                                                  |                                                  |                                                  |                                                  |  |  |                               |                               |                               |                               |                               |                               |  |  |                                                           |                                                           |                                                           |                                                           |                                                           |                                                           |  |  |                                                    |                                                    |                                                    |                                                    |                                                    |                                                    |  |  |                                                          |                                                          |                                                          |                                                          |                                                          |                                                          |  |  |                                                                                |                                                                                |                                                                                |                                                                                |                                                                                |                                                                                |  |  |  |  |  |  |  |  |  |  |  |  |  |  |  |  |  |  |  |  |  |  |  |  |  |  |  |  |  |  |  |  |  |  |  |  |  |  |
|                                                                 |                                                                 |                                                                 |                                                                 |                                                                 |                                                                 |  |  |                                                  |                                                  |                                                  |                                                  |                                                  |                                                  |  |  |                               |                               |                               |                               |                               |                               |  |  |                                                           |                                                           |                                                           |                                                           |                                                           |                                                           |  |  | Di Hiền Thân vương Dận Tường 1686 - 1722 - 1730    |                                                    |                                                    |                                                    |                                                    |                                                    |  |  |                                                          |                                                          |                                                          |                                                          |                                                          |                                                          |  |  |                                                                                |                                                                                |                                                                                |                                                                                |                                                                                |                                                                                |  |  |  |  |  |  |  |  |  |  |  |  |  |  |  |  |  |  |  |  |  |  |  |  |  |  |  |  |  |  |  |  |  |  |  |  |  |  |
|                                                                 |                                                                 |                                                                 |                                                                 |                                                                 |                                                                 |  |  |                                                  |                                                  |                                                  |                                                  |                                                  |                                                  |  |  |                               |                               |                               |                               |                               |                               |  |  |                                                           |                                                           |                                                           |                                                           |                                                           |                                                           |  |  |                                                    |                                                    |                                                    |                                                    |                                                    |                                                    |  |  |                                                          |                                                          |                                                          |                                                          |                                                          |                                                          |  |  |                                                                                |                                                                                |                                                                                |                                                                                |                                                                                |                                                                                |  |  |  |  |  |  |  |  |  |  |  |  |  |  |  |  |  |  |  |  |  |  |  |  |  |  |  |  |  |  |  |  |  |  |  |  |  |  |
|                                                                 |                                                                 |                                                                 |                                                                 |                                                                 |                                                                 |  |  |                                                  |                                                  |                                                  |                                                  |                                                  |                                                  |  |  |                               |                               |                               |                               |                               |                               |  |  |                                                           |                                                           |                                                           |                                                           |                                                           |                                                           |  |  |                                                    |                                                    |                                                    |                                                    |                                                    |                                                    |  |  |                                                          |                                                          |                                                          |                                                          |                                                          |                                                          |  |  |                                                                                |                                                                                |                                                                                |                                                                                |                                                                                |                                                                                |  |  |  |  |  |  |  |  |  |  |  |  |  |  |  |  |  |  |  |  |  |  |  |  |  |  |  |  |  |  |  |  |  |  |  |  |  |  |
| Dĩ cách Bối lặc Hoằng Xương (弘昌) 1706 - 1771                  | Dĩ cách Bối lặc Hoằng Xương (弘昌) 1706 - 1771                  | Dĩ cách Bối lặc Hoằng Xương (弘昌) 1706 - 1771                  | Dĩ cách Bối lặc Hoằng Xương (弘昌) 1706 - 1771                  | Dĩ cách Bối lặc Hoằng Xương (弘昌) 1706 - 1771                  | Dĩ cách Bối lặc Hoằng Xương (弘昌) 1706 - 1771                  |  |  | Truy phong Bối lặc Hoằng Thôn (弘暾) 1710 - 1728 | Truy phong Bối lặc Hoằng Thôn (弘暾) 1710 - 1728 | Truy phong Bối lặc Hoằng Thôn (弘暾) 1710 - 1728 | Truy phong Bối lặc Hoằng Thôn (弘暾) 1710 - 1728 | Truy phong Bối lặc Hoằng Thôn (弘暾) 1710 - 1728 | Truy phong Bối lặc Hoằng Thôn (弘暾) 1710 - 1728 |  |  |                               |                               |                               |                               |                               |                               |  |  |                                                           |                                                           |                                                           |                                                           |                                                           |                                                           |  |  | Di Hy Thân vương Hoằng Hiểu 1722 - 1730 - 1778     | Di Hy Thân vương Hoằng Hiểu 1722 - 1730 - 1778     | Di Hy Thân vương Hoằng Hiểu 1722 - 1730 - 1778     | Di Hy Thân vương Hoằng Hiểu 1722 - 1730 - 1778     | Di Hy Thân vương Hoằng Hiểu 1722 - 1730 - 1778     | Di Hy Thân vương Hoằng Hiểu 1722 - 1730 - 1778     |  |  |                                                          |                                                          |                                                          |                                                          |                                                          |                                                          |  |  | Ninh Lương Quận vương Hoằng Giao (弘晈) 1713 - 1730 - 1764                     | Ninh Lương Quận vương Hoằng Giao (弘晈) 1713 - 1730 - 1764                     | Ninh Lương Quận vương Hoằng Giao (弘晈) 1713 - 1730 - 1764                     | Ninh Lương Quận vương Hoằng Giao (弘晈) 1713 - 1730 - 1764                     | Ninh Lương Quận vương Hoằng Giao (弘晈) 1713 - 1730 - 1764                     | Ninh Lương Quận vương Hoằng Giao (弘晈) 1713 - 1730 - 1764                     |  |  |  |  |  |  |  |  |  |  |  |  |  |  |  |  |  |  |  |  |  |  |  |  |  |  |  |  |  |  |  |  |  |  |  |  |  |  |
| Dĩ cách Bối lặc Hoằng Xương (弘昌) 1706 - 1771                  | Dĩ cách Bối lặc Hoằng Xương (弘昌) 1706 - 1771                  | Dĩ cách Bối lặc Hoằng Xương (弘昌) 1706 - 1771                  | Dĩ cách Bối lặc Hoằng Xương (弘昌) 1706 - 1771                  | Dĩ cách Bối lặc Hoằng Xương (弘昌) 1706 - 1771                  | Dĩ cách Bối lặc Hoằng Xương (弘昌) 1706 - 1771                  |  |  | Truy phong Bối lặc Hoằng Thôn (弘暾) 1710 - 1728 | Truy phong Bối lặc Hoằng Thôn (弘暾) 1710 - 1728 | Truy phong Bối lặc Hoằng Thôn (弘暾) 1710 - 1728 | Truy phong Bối lặc Hoằng Thôn (弘暾) 1710 - 1728 | Truy phong Bối lặc Hoằng Thôn (弘暾) 1710 - 1728 | Truy phong Bối lặc Hoằng Thôn (弘暾) 1710 - 1728 |  |  |                               |                               |                               |                               |                               |                               |  |  |                                                           |                                                           |                                                           |                                                           |                                                           |                                                           |  |  | Di Hy Thân vương Hoằng Hiểu 1722 - 1730 - 1778     | Di Hy Thân vương Hoằng Hiểu 1722 - 1730 - 1778     | Di Hy Thân vương Hoằng Hiểu 1722 - 1730 - 1778     | Di Hy Thân vương Hoằng Hiểu 1722 - 1730 - 1778     | Di Hy Thân vương Hoằng Hiểu 1722 - 1730 - 1778     | Di Hy Thân vương Hoằng Hiểu 1722 - 1730 - 1778     |  |  |                                                          |                                                          |                                                          |                                                          |                                                          |                                                          |  |  | Ninh Lương Quận vương Hoằng Giao (弘晈) 1713 - 1730 - 1764                     | Ninh Lương Quận vương Hoằng Giao (弘晈) 1713 - 1730 - 1764                     | Ninh Lương Quận vương Hoằng Giao (弘晈) 1713 - 1730 - 1764                     | Ninh Lương Quận vương Hoằng Giao (弘晈) 1713 - 1730 - 1764                     | Ninh Lương Quận vương Hoằng Giao (弘晈) 1713 - 1730 - 1764                     | Ninh Lương Quận vương Hoằng Giao (弘晈) 1713 - 1730 - 1764                     |  |  |  |  |  |  |  |  |  |  |  |  |  |  |  |  |  |  |  |  |  |  |  |  |  |  |  |  |  |  |  |  |  |  |  |  |  |  |
|                                                                 |                                                                 |                                                                 |                                                                 |                                                                 |                                                                 |  |  |                                                  |                                                  |                                                  |                                                  |                                                  |                                                  |  |  |                               |                               |                               |                               |                               |                               |  |  |                                                           |                                                           |                                                           |                                                           |                                                           |                                                           |  |  |                                                    |                                                    |                                                    |                                                    |                                                    |                                                    |  |  |                                                          |                                                          |                                                          |                                                          |                                                          |                                                          |  |  |                                                                                |                                                                                |                                                                                |                                                                                |                                                                                |                                                                                |  |  |  |  |  |  |  |  |  |  |  |  |  |  |  |  |  |  |  |  |  |  |  |  |  |  |  |  |  |  |  |  |  |  |  |  |  |  |
| Vĩnh Lương (永良) 1759 - 1803                                   | Vĩnh Lương (永良) 1759 - 1803                                   | Vĩnh Lương (永良) 1759 - 1803                                   | Vĩnh Lương (永良) 1759 - 1803                                   | Vĩnh Lương (永良) 1759 - 1803                                   | Vĩnh Lương (永良) 1759 - 1803                                   |  |  |                                                  |                                                  |                                                  |                                                  |                                                  |                                                  |  |  | Vĩnh Mạn (永蔓) 1752 - 1808   | Vĩnh Mạn (永蔓) 1752 - 1808   | Vĩnh Mạn (永蔓) 1752 - 1808   | Vĩnh Mạn (永蔓) 1752 - 1808   | Vĩnh Mạn (永蔓) 1752 - 1808   | Vĩnh Mạn (永蔓) 1752 - 1808   |  |  |                                                           |                                                           |                                                           |                                                           |                                                           |                                                           |  |  | Di Cung Thân vương Vĩnh Lang 1746 - 1779 - 1799    | Di Cung Thân vương Vĩnh Lang 1746 - 1779 - 1799    | Di Cung Thân vương Vĩnh Lang 1746 - 1779 - 1799    | Di Cung Thân vương Vĩnh Lang 1746 - 1779 - 1799    | Di Cung Thân vương Vĩnh Lang 1746 - 1779 - 1799    | Di Cung Thân vương Vĩnh Lang 1746 - 1779 - 1799    |  |  |                                                          |                                                          |                                                          |                                                          |                                                          |                                                          |  |  | Truy phong Di Thân vương Cung Khác Bối lặc Vĩnh Phúc (永福) 1753 - 1764 - 1782 | Truy phong Di Thân vương Cung Khác Bối lặc Vĩnh Phúc (永福) 1753 - 1764 - 1782 | Truy phong Di Thân vương Cung Khác Bối lặc Vĩnh Phúc (永福) 1753 - 1764 - 1782 | Truy phong Di Thân vương Cung Khác Bối lặc Vĩnh Phúc (永福) 1753 - 1764 - 1782 | Truy phong Di Thân vương Cung Khác Bối lặc Vĩnh Phúc (永福) 1753 - 1764 - 1782 | Truy phong Di Thân vương Cung Khác Bối lặc Vĩnh Phúc (永福) 1753 - 1764 - 1782 |  |  |  |  |  |  |  |  |  |  |  |  |  |  |  |  |  |  |  |  |  |  |  |  |  |  |  |  |  |  |  |  |  |  |  |  |  |  |
| Vĩnh Lương (永良) 1759 - 1803                                   | Vĩnh Lương (永良) 1759 - 1803                                   | Vĩnh Lương (永良) 1759 - 1803                                   | Vĩnh Lương (永良) 1759 - 1803                                   | Vĩnh Lương (永良) 1759 - 1803                                   | Vĩnh Lương (永良) 1759 - 1803                                   |  |  |                                                  |                                                  |                                                  |                                                  |                                                  |                                                  |  |  | Vĩnh Mạn (永蔓) 1752 - 1808   | Vĩnh Mạn (永蔓) 1752 - 1808   | Vĩnh Mạn (永蔓) 1752 - 1808   | Vĩnh Mạn (永蔓) 1752 - 1808   | Vĩnh Mạn (永蔓) 1752 - 1808   | Vĩnh Mạn (永蔓) 1752 - 1808   |  |  |                                                           |                                                           |                                                           |                                                           |                                                           |                                                           |  |  | Di Cung Thân vương Vĩnh Lang 1746 - 1779 - 1799    | Di Cung Thân vương Vĩnh Lang 1746 - 1779 - 1799    | Di Cung Thân vương Vĩnh Lang 1746 - 1779 - 1799    | Di Cung Thân vương Vĩnh Lang 1746 - 1779 - 1799    | Di Cung Thân vương Vĩnh Lang 1746 - 1779 - 1799    | Di Cung Thân vương Vĩnh Lang 1746 - 1779 - 1799    |  |  |                                                          |                                                          |                                                          |                                                          |                                                          |                                                          |  |  | Truy phong Di Thân vương Cung Khác Bối lặc Vĩnh Phúc (永福) 1753 - 1764 - 1782 | Truy phong Di Thân vương Cung Khác Bối lặc Vĩnh Phúc (永福) 1753 - 1764 - 1782 | Truy phong Di Thân vương Cung Khác Bối lặc Vĩnh Phúc (永福) 1753 - 1764 - 1782 | Truy phong Di Thân vương Cung Khác Bối lặc Vĩnh Phúc (永福) 1753 - 1764 - 1782 | Truy phong Di Thân vương Cung Khác Bối lặc Vĩnh Phúc (永福) 1753 - 1764 - 1782 | Truy phong Di Thân vương Cung Khác Bối lặc Vĩnh Phúc (永福) 1753 - 1764 - 1782 |  |  |  |  |  |  |  |  |  |  |  |  |  |  |  |  |  |  |  |  |  |  |  |  |  |  |  |  |  |  |  |  |  |  |  |  |  |  |
|                                                                 |                                                                 |                                                                 |                                                                 |                                                                 |                                                                 |  |  |                                                  |                                                  |                                                  |                                                  |                                                  |                                                  |  |  |                               |                               |                               |                               |                               |                               |  |  |                                                           |                                                           |                                                           |                                                           |                                                           |                                                           |  |  |                                                    |                                                    |                                                    |                                                    |                                                    |                                                    |  |  |                                                          |                                                          |                                                          |                                                          |                                                          |                                                          |  |  |                                                                                |                                                                                |                                                                                |                                                                                |                                                                                |                                                                                |  |  |  |  |  |  |  |  |  |  |  |  |  |  |  |  |  |  |  |  |  |  |  |  |  |  |  |  |  |  |  |  |  |  |  |  |  |  |
| Miên Khuê (綿奎) 1783 - 1852                                    | Miên Khuê (綿奎) 1783 - 1852                                    | Miên Khuê (綿奎) 1783 - 1852                                    | Miên Khuê (綿奎) 1783 - 1852                                    | Miên Khuê (綿奎) 1783 - 1852                                    | Miên Khuê (綿奎) 1783 - 1852                                    |  |  | Miên Kháo (綿靠) 1789 - 1814                     | Miên Kháo (綿靠) 1789 - 1814                     | Miên Kháo (綿靠) 1789 - 1814                     | Miên Kháo (綿靠) 1789 - 1814                     | Miên Kháo (綿靠) 1789 - 1814                     | Miên Kháo (綿靠) 1789 - 1814                     |  |  | Miên Đường (綿堂) 1778 - 1850 | Miên Đường (綿堂) 1778 - 1850 | Miên Đường (綿堂) 1778 - 1850 | Miên Đường (綿堂) 1778 - 1850 | Miên Đường (綿堂) 1778 - 1850 | Miên Đường (綿堂) 1778 - 1850 |  |  | Miên Xuân (绵椿) 1789- 1854                               | Miên Xuân (绵椿) 1789- 1854                               | Miên Xuân (绵椿) 1789- 1854                               | Miên Xuân (绵椿) 1789- 1854                               | Miên Xuân (绵椿) 1789- 1854                               | Miên Xuân (绵椿) 1789- 1854                               |  |  | Truy phong Thân vương Miên Tiêu (綿標) 1770 - 1799 | Truy phong Thân vương Miên Tiêu (綿標) 1770 - 1799 | Truy phong Thân vương Miên Tiêu (綿標) 1770 - 1799 | Truy phong Thân vương Miên Tiêu (綿標) 1770 - 1799 | Truy phong Thân vương Miên Tiêu (綿標) 1770 - 1799 | Truy phong Thân vương Miên Tiêu (綿標) 1770 - 1799 |  |  |                                                          |                                                          |                                                          |                                                          |                                                          |                                                          |  |  | Truy phong Di Thân vương Bối lặc Miên Dự (绵誉) 1780 - 1782 - 1843             | Truy phong Di Thân vương Bối lặc Miên Dự (绵誉) 1780 - 1782 - 1843             | Truy phong Di Thân vương Bối lặc Miên Dự (绵誉) 1780 - 1782 - 1843             | Truy phong Di Thân vương Bối lặc Miên Dự (绵誉) 1780 - 1782 - 1843             | Truy phong Di Thân vương Bối lặc Miên Dự (绵誉) 1780 - 1782 - 1843             | Truy phong Di Thân vương Bối lặc Miên Dự (绵誉) 1780 - 1782 - 1843             |  |  |  |  |  |  |  |  |  |  |  |  |  |  |  |  |  |  |  |  |  |  |  |  |  |  |  |  |  |  |  |  |  |  |  |  |  |  |
| Miên Khuê (綿奎) 1783 - 1852                                    | Miên Khuê (綿奎) 1783 - 1852                                    | Miên Khuê (綿奎) 1783 - 1852                                    | Miên Khuê (綿奎) 1783 - 1852                                    | Miên Khuê (綿奎) 1783 - 1852                                    | Miên Khuê (綿奎) 1783 - 1852                                    |  |  | Miên Kháo (綿靠) 1789 - 1814                     | Miên Kháo (綿靠) 1789 - 1814                     | Miên Kháo (綿靠) 1789 - 1814                     | Miên Kháo (綿靠) 1789 - 1814                     | Miên Kháo (綿靠) 1789 - 1814                     | Miên Kháo (綿靠) 1789 - 1814                     |  |  | Miên Đường (綿堂) 1778 - 1850 | Miên Đường (綿堂) 1778 - 1850 | Miên Đường (綿堂) 1778 - 1850 | Miên Đường (綿堂) 1778 - 1850 | Miên Đường (綿堂) 1778 - 1850 | Miên Đường (綿堂) 1778 - 1850 |  |  | Miên Xuân (绵椿) 1789- 1854                               | Miên Xuân (绵椿) 1789- 1854                               | Miên Xuân (绵椿) 1789- 1854                               | Miên Xuân (绵椿) 1789- 1854                               | Miên Xuân (绵椿) 1789- 1854                               | Miên Xuân (绵椿) 1789- 1854                               |  |  | Truy phong Thân vương Miên Tiêu (綿標) 1770 - 1799 | Truy phong Thân vương Miên Tiêu (綿標) 1770 - 1799 | Truy phong Thân vương Miên Tiêu (綿標) 1770 - 1799 | Truy phong Thân vương Miên Tiêu (綿標) 1770 - 1799 | Truy phong Thân vương Miên Tiêu (綿標) 1770 - 1799 | Truy phong Thân vương Miên Tiêu (綿標) 1770 - 1799 |  |  |                                                          |                                                          |                                                          |                                                          |                                                          |                                                          |  |  | Truy phong Di Thân vương Bối lặc Miên Dự (绵誉) 1780 - 1782 - 1843             | Truy phong Di Thân vương Bối lặc Miên Dự (绵誉) 1780 - 1782 - 1843             | Truy phong Di Thân vương Bối lặc Miên Dự (绵誉) 1780 - 1782 - 1843             | Truy phong Di Thân vương Bối lặc Miên Dự (绵誉) 1780 - 1782 - 1843             | Truy phong Di Thân vương Bối lặc Miên Dự (绵誉) 1780 - 1782 - 1843             | Truy phong Di Thân vương Bối lặc Miên Dự (绵誉) 1780 - 1782 - 1843             |  |  |  |  |  |  |  |  |  |  |  |  |  |  |  |  |  |  |  |  |  |  |  |  |  |  |  |  |  |  |  |  |  |  |  |  |  |  |
|                                                                 |                                                                 |                                                                 |                                                                 |                                                                 |                                                                 |  |  |                                                  |                                                  |                                                  |                                                  |                                                  |                                                  |  |  |                               |                               |                               |                               |                               |                               |  |  |                                                           |                                                           |                                                           |                                                           |                                                           |                                                           |  |  |                                                    |                                                    |                                                    |                                                    |                                                    |                                                    |  |  |                                                          |                                                          |                                                          |                                                          |                                                          |                                                          |  |  |                                                                                |                                                                                |                                                                                |                                                                                |                                                                                |                                                                                |  |  |  |  |  |  |  |  |  |  |  |  |  |  |  |  |  |  |  |  |  |  |  |  |  |  |  |  |  |  |  |  |  |  |  |  |  |  |
| Dịch Tăng (奕增) 1812 - 1846                                    | Dịch Tăng (奕增) 1812 - 1846                                    | Dịch Tăng (奕增) 1812 - 1846                                    | Dịch Tăng (奕增) 1812 - 1846                                    | Dịch Tăng (奕增) 1812 - 1846                                    | Dịch Tăng (奕增) 1812 - 1846                                    |  |  |                                                  |                                                  |                                                  |                                                  |                                                  |                                                  |  |  | Dịch Tùng (奕菘) 1797 - 1823  | Dịch Tùng (奕菘) 1797 - 1823  | Dịch Tùng (奕菘) 1797 - 1823  | Dịch Tùng (奕菘) 1797 - 1823  | Dịch Tùng (奕菘) 1797 - 1823  | Dịch Tùng (奕菘) 1797 - 1823  |  |  | Dịch Hiệp (奕協) 1828 - 1862                              | Dịch Hiệp (奕協) 1828 - 1862                              | Dịch Hiệp (奕協) 1828 - 1862                              | Dịch Hiệp (奕協) 1828 - 1862                              | Dịch Hiệp (奕協) 1828 - 1862                              | Dịch Hiệp (奕協) 1828 - 1862                              |  |  | Di Khác Thân vương Dịch Huân 1793 - 1799 - 1818    | Di Khác Thân vương Dịch Huân 1793 - 1799 - 1818    | Di Khác Thân vương Dịch Huân 1793 - 1799 - 1818    | Di Khác Thân vương Dịch Huân 1793 - 1799 - 1818    | Di Khác Thân vương Dịch Huân 1793 - 1799 - 1818    | Di Khác Thân vương Dịch Huân 1793 - 1799 - 1818    |  |  |                                                          |                                                          |                                                          |                                                          |                                                          |                                                          |  |  | Truy phong Di Thân vương Bối tử Dịch Cách (奕格) 1805 - 1843 - 1858            | Truy phong Di Thân vương Bối tử Dịch Cách (奕格) 1805 - 1843 - 1858            | Truy phong Di Thân vương Bối tử Dịch Cách (奕格) 1805 - 1843 - 1858            | Truy phong Di Thân vương Bối tử Dịch Cách (奕格) 1805 - 1843 - 1858            | Truy phong Di Thân vương Bối tử Dịch Cách (奕格) 1805 - 1843 - 1858            | Truy phong Di Thân vương Bối tử Dịch Cách (奕格) 1805 - 1843 - 1858            |  |  |  |  |  |  |  |  |  |  |  |  |  |  |  |  |  |  |  |  |  |  |  |  |  |  |  |  |  |  |  |  |  |  |  |  |  |  |
| Dịch Tăng (奕增) 1812 - 1846                                    | Dịch Tăng (奕增) 1812 - 1846                                    | Dịch Tăng (奕增) 1812 - 1846                                    | Dịch Tăng (奕增) 1812 - 1846                                    | Dịch Tăng (奕增) 1812 - 1846                                    | Dịch Tăng (奕增) 1812 - 1846                                    |  |  |                                                  |                                                  |                                                  |                                                  |                                                  |                                                  |  |  | Dịch Tùng (奕菘) 1797 - 1823  | Dịch Tùng (奕菘) 1797 - 1823  | Dịch Tùng (奕菘) 1797 - 1823  | Dịch Tùng (奕菘) 1797 - 1823  | Dịch Tùng (奕菘) 1797 - 1823  | Dịch Tùng (奕菘) 1797 - 1823  |  |  | Dịch Hiệp (奕協) 1828 - 1862                              | Dịch Hiệp (奕協) 1828 - 1862                              | Dịch Hiệp (奕協) 1828 - 1862                              | Dịch Hiệp (奕協) 1828 - 1862                              | Dịch Hiệp (奕協) 1828 - 1862                              | Dịch Hiệp (奕協) 1828 - 1862                              |  |  | Di Khác Thân vương Dịch Huân 1793 - 1799 - 1818    | Di Khác Thân vương Dịch Huân 1793 - 1799 - 1818    | Di Khác Thân vương Dịch Huân 1793 - 1799 - 1818    | Di Khác Thân vương Dịch Huân 1793 - 1799 - 1818    | Di Khác Thân vương Dịch Huân 1793 - 1799 - 1818    | Di Khác Thân vương Dịch Huân 1793 - 1799 - 1818    |  |  |                                                          |                                                          |                                                          |                                                          |                                                          |                                                          |  |  | Truy phong Di Thân vương Bối tử Dịch Cách (奕格) 1805 - 1843 - 1858            | Truy phong Di Thân vương Bối tử Dịch Cách (奕格) 1805 - 1843 - 1858            | Truy phong Di Thân vương Bối tử Dịch Cách (奕格) 1805 - 1843 - 1858            | Truy phong Di Thân vương Bối tử Dịch Cách (奕格) 1805 - 1843 - 1858            | Truy phong Di Thân vương Bối tử Dịch Cách (奕格) 1805 - 1843 - 1858            | Truy phong Di Thân vương Bối tử Dịch Cách (奕格) 1805 - 1843 - 1858            |  |  |  |  |  |  |  |  |  |  |  |  |  |  |  |  |  |  |  |  |  |  |  |  |  |  |  |  |  |  |  |  |  |  |  |  |  |  |
|                                                                 |                                                                 |                                                                 |                                                                 |                                                                 |                                                                 |  |  |                                                  |                                                  |                                                  |                                                  |                                                  |                                                  |  |  |                               |                               |                               |                               |                               |                               |  |  |                                                           |                                                           |                                                           |                                                           |                                                           |                                                           |  |  |                                                    |                                                    |                                                    |                                                    |                                                    |                                                    |  |  |                                                          |                                                          |                                                          |                                                          |                                                          |                                                          |  |  |                                                                                |                                                                                |                                                                                |                                                                                |                                                                                |                                                                                |  |  |  |  |  |  |  |  |  |  |  |  |  |  |  |  |  |  |  |  |  |  |  |  |  |  |  |  |  |  |  |  |  |  |  |  |  |  |
| Dĩ cách Phụ quốc công Tái Thái (載泰) 1838 - 1862 - 1864 - 1878 | Dĩ cách Phụ quốc công Tái Thái (載泰) 1838 - 1862 - 1864 - 1878 | Dĩ cách Phụ quốc công Tái Thái (載泰) 1838 - 1862 - 1864 - 1878 | Dĩ cách Phụ quốc công Tái Thái (載泰) 1838 - 1862 - 1864 - 1878 | Dĩ cách Phụ quốc công Tái Thái (載泰) 1838 - 1862 - 1864 - 1878 | Dĩ cách Phụ quốc công Tái Thái (載泰) 1838 - 1862 - 1864 - 1878 |  |  |                                                  |                                                  |                                                  |                                                  |                                                  |                                                  |  |  |                               |                               |                               |                               |                               |                               |  |  | Phụng ân Phụ quốc công Tái Bạch (載帛) 1853 - 1866 - 1913 | Phụng ân Phụ quốc công Tái Bạch (載帛) 1853 - 1866 - 1913 | Phụng ân Phụ quốc công Tái Bạch (載帛) 1853 - 1866 - 1913 | Phụng ân Phụ quốc công Tái Bạch (載帛) 1853 - 1866 - 1913 | Phụng ân Phụ quốc công Tái Bạch (載帛) 1853 - 1866 - 1913 | Phụng ân Phụ quốc công Tái Bạch (載帛) 1853 - 1866 - 1913 |  |  | Di Thân vương Tái Phường (載坊) 1816 - 1819 - 1821 | Di Thân vương Tái Phường (載坊) 1816 - 1819 - 1821 | Di Thân vương Tái Phường (載坊) 1816 - 1819 - 1821 | Di Thân vương Tái Phường (載坊) 1816 - 1819 - 1821 | Di Thân vương Tái Phường (載坊) 1816 - 1819 - 1821 | Di Thân vương Tái Phường (載坊) 1816 - 1819 - 1821 |  |  | Dĩ cách Di Thân vương Tái Viên 1816 - 1825 - 1861        | Dĩ cách Di Thân vương Tái Viên 1816 - 1825 - 1861        | Dĩ cách Di Thân vương Tái Viên 1816 - 1825 - 1861        | Dĩ cách Di Thân vương Tái Viên 1816 - 1825 - 1861        | Dĩ cách Di Thân vương Tái Viên 1816 - 1825 - 1861        | Dĩ cách Di Thân vương Tái Viên 1816 - 1825 - 1861        |  |  | Di Đoan Thân vương Tái Đôn (载敦) 1827 - 1858 - 1864 - 1890                    | Di Đoan Thân vương Tái Đôn (载敦) 1827 - 1858 - 1864 - 1890                    | Di Đoan Thân vương Tái Đôn (载敦) 1827 - 1858 - 1864 - 1890                    | Di Đoan Thân vương Tái Đôn (载敦) 1827 - 1858 - 1864 - 1890                    | Di Đoan Thân vương Tái Đôn (载敦) 1827 - 1858 - 1864 - 1890                    | Di Đoan Thân vương Tái Đôn (载敦) 1827 - 1858 - 1864 - 1890                    |  |  |  |  |  |  |  |  |  |  |  |  |  |  |  |  |  |  |  |  |  |  |  |  |  |  |  |  |  |  |  |  |  |  |  |  |  |  |
| Dĩ cách Phụ quốc công Tái Thái (載泰) 1838 - 1862 - 1864 - 1878 | Dĩ cách Phụ quốc công Tái Thái (載泰) 1838 - 1862 - 1864 - 1878 | Dĩ cách Phụ quốc công Tái Thái (載泰) 1838 - 1862 - 1864 - 1878 | Dĩ cách Phụ quốc công Tái Thái (載泰) 1838 - 1862 - 1864 - 1878 | Dĩ cách Phụ quốc công Tái Thái (載泰) 1838 - 1862 - 1864 - 1878 | Dĩ cách Phụ quốc công Tái Thái (載泰) 1838 - 1862 - 1864 - 1878 |  |  |                                                  |                                                  |                                                  |                                                  |                                                  |                                                  |  |  |                               |                               |                               |                               |                               |                               |  |  | Phụng ân Phụ quốc công Tái Bạch (載帛) 1853 - 1866 - 1913 | Phụng ân Phụ quốc công Tái Bạch (載帛) 1853 - 1866 - 1913 | Phụng ân Phụ quốc công Tái Bạch (載帛) 1853 - 1866 - 1913 | Phụng ân Phụ quốc công Tái Bạch (載帛) 1853 - 1866 - 1913 | Phụng ân Phụ quốc công Tái Bạch (載帛) 1853 - 1866 - 1913 | Phụng ân Phụ quốc công Tái Bạch (載帛) 1853 - 1866 - 1913 |  |  | Di Thân vương Tái Phường (載坊) 1816 - 1819 - 1821 | Di Thân vương Tái Phường (載坊) 1816 - 1819 - 1821 | Di Thân vương Tái Phường (載坊) 1816 - 1819 - 1821 | Di Thân vương Tái Phường (載坊) 1816 - 1819 - 1821 | Di Thân vương Tái Phường (載坊) 1816 - 1819 - 1821 | Di Thân vương Tái Phường (載坊) 1816 - 1819 - 1821 |  |  | Dĩ cách Di Thân vương Tái Viên 1816 - 1825 - 1861        | Dĩ cách Di Thân vương Tái Viên 1816 - 1825 - 1861        | Dĩ cách Di Thân vương Tái Viên 1816 - 1825 - 1861        | Dĩ cách Di Thân vương Tái Viên 1816 - 1825 - 1861        | Dĩ cách Di Thân vương Tái Viên 1816 - 1825 - 1861        | Dĩ cách Di Thân vương Tái Viên 1816 - 1825 - 1861        |  |  | Di Đoan Thân vương Tái Đôn (载敦) 1827 - 1858 - 1864 - 1890                    | Di Đoan Thân vương Tái Đôn (载敦) 1827 - 1858 - 1864 - 1890                    | Di Đoan Thân vương Tái Đôn (载敦) 1827 - 1858 - 1864 - 1890                    | Di Đoan Thân vương Tái Đôn (载敦) 1827 - 1858 - 1864 - 1890                    | Di Đoan Thân vương Tái Đôn (载敦) 1827 - 1858 - 1864 - 1890                    | Di Đoan Thân vương Tái Đôn (载敦) 1827 - 1858 - 1864 - 1890                    |  |  |  |  |  |  |  |  |  |  |  |  |  |  |  |  |  |  |  |  |  |  |  |  |  |  |  |  |  |  |  |  |  |  |  |  |  |  |
|                                                                 |                                                                 |                                                                 |                                                                 |                                                                 |                                                                 |  |  |                                                  |                                                  |                                                  |                                                  |                                                  |                                                  |  |  |                               |                               |                               |                               |                               |                               |  |  |                                                           |                                                           |                                                           |                                                           |                                                           |                                                           |  |  |                                                    |                                                    |                                                    |                                                    |                                                    |                                                    |  |  |                                                          |                                                          |                                                          |                                                          |                                                          |                                                          |  |  |                                                                                |                                                                                |                                                                                |                                                                                |                                                                                |                                                                                |  |  |  |  |  |  |  |  |  |  |  |  |  |  |  |  |  |  |  |  |  |  |  |  |  |  |  |  |  |  |  |  |  |  |  |  |  |  |
|                                                                 |                                                                 |                                                                 |                                                                 |                                                                 |                                                                 |  |  |                                                  |                                                  |                                                  |                                                  |                                                  |                                                  |  |  |                               |                               |                               |                               |                               |                               |  |  | Phụng ân Phụ quốc công Phổ Lâm (溥琳) 1882 - 1913 - 1937  | Phụng ân Phụ quốc công Phổ Lâm (溥琳) 1882 - 1913 - 1937  | Phụng ân Phụ quốc công Phổ Lâm (溥琳) 1882 - 1913 - 1937  | Phụng ân Phụ quốc công Phổ Lâm (溥琳) 1882 - 1913 - 1937  | Phụng ân Phụ quốc công Phổ Lâm (溥琳) 1882 - 1913 - 1937  | Phụng ân Phụ quốc công Phổ Lâm (溥琳) 1882 - 1913 - 1937  |  |  |                                                    |                                                    |                                                    |                                                    |                                                    |                                                    |  |  | Dĩ cách Di Thân vương Phổ Tĩnh (溥靜) 1849 - 1891 - 1900 | Dĩ cách Di Thân vương Phổ Tĩnh (溥靜) 1849 - 1891 - 1900 | Dĩ cách Di Thân vương Phổ Tĩnh (溥靜) 1849 - 1891 - 1900 | Dĩ cách Di Thân vương Phổ Tĩnh (溥靜) 1849 - 1891 - 1900 | Dĩ cách Di Thân vương Phổ Tĩnh (溥靜) 1849 - 1891 - 1900 | Dĩ cách Di Thân vương Phổ Tĩnh (溥靜) 1849 - 1891 - 1900 |  |  | Nhị đẳng Trấn quốc Tướng quân Phổ Diệu (溥耀) 1861 - 1900                      | Nhị đẳng Trấn quốc Tướng quân Phổ Diệu (溥耀) 1861 - 1900                      | Nhị đẳng Trấn quốc Tướng quân Phổ Diệu (溥耀) 1861 - 1900                      | Nhị đẳng Trấn quốc Tướng quân Phổ Diệu (溥耀) 1861 - 1900                      | Nhị đẳng Trấn quốc Tướng quân Phổ Diệu (溥耀) 1861 - 1900                      | Nhị đẳng Trấn quốc Tướng quân Phổ Diệu (溥耀) 1861 - 1900                      |  |  |  |  |  |  |  |  |  |  |  |  |  |  |  |  |  |  |  |  |  |  |  |  |  |  |  |  |  |  |  |  |  |  |  |  |  |  |
|                                                                 |                                                                 |                                                                 |                                                                 |                                                                 |                                                                 |  |  |                                                  |                                                  |                                                  |                                                  |                                                  |                                                  |  |  |                               |                               |                               |                               |                               |                               |  |  | Phụng ân Phụ quốc công Phổ Lâm (溥琳) 1882 - 1913 - 1937  | Phụng ân Phụ quốc công Phổ Lâm (溥琳) 1882 - 1913 - 1937  | Phụng ân Phụ quốc công Phổ Lâm (溥琳) 1882 - 1913 - 1937  | Phụng ân Phụ quốc công Phổ Lâm (溥琳) 1882 - 1913 - 1937  | Phụng ân Phụ quốc công Phổ Lâm (溥琳) 1882 - 1913 - 1937  | Phụng ân Phụ quốc công Phổ Lâm (溥琳) 1882 - 1913 - 1937  |  |  |                                                    |                                                    |                                                    |                                                    |                                                    |                                                    |  |  | Dĩ cách Di Thân vương Phổ Tĩnh (溥靜) 1849 - 1891 - 1900 | Dĩ cách Di Thân vương Phổ Tĩnh (溥靜) 1849 - 1891 - 1900 | Dĩ cách Di Thân vương Phổ Tĩnh (溥靜) 1849 - 1891 - 1900 | Dĩ cách Di Thân vương Phổ Tĩnh (溥靜) 1849 - 1891 - 1900 | Dĩ cách Di Thân vương Phổ Tĩnh (溥靜) 1849 - 1891 - 1900 | Dĩ cách Di Thân vương Phổ Tĩnh (溥靜) 1849 - 1891 - 1900 |  |  | Nhị đẳng Trấn quốc Tướng quân Phổ Diệu (溥耀) 1861 - 1900                      | Nhị đẳng Trấn quốc Tướng quân Phổ Diệu (溥耀) 1861 - 1900                      | Nhị đẳng Trấn quốc Tướng quân Phổ Diệu (溥耀) 1861 - 1900                      | Nhị đẳng Trấn quốc Tướng quân Phổ Diệu (溥耀) 1861 - 1900                      | Nhị đẳng Trấn quốc Tướng quân Phổ Diệu (溥耀) 1861 - 1900                      | Nhị đẳng Trấn quốc Tướng quân Phổ Diệu (溥耀) 1861 - 1900                      |  |  |  |  |  |  |  |  |  |  |  |  |  |  |  |  |  |  |  |  |  |  |  |  |  |  |  |  |  |  |  |  |  |  |  |  |  |  |
|                                                                 |                                                                 |                                                                 |                                                                 |                                                                 |                                                                 |  |  |                                                  |                                                  |                                                  |                                                  |                                                  |                                                  |  |  |                               |                               |                               |                               |                               |                               |  |  | Dục Phương (毓方) 1913 - ?                                | Dục Phương (毓方) 1913 - ?                                | Dục Phương (毓方) 1913 - ?                                | Dục Phương (毓方) 1913 - ?                                | Dục Phương (毓方) 1913 - ?                                | Dục Phương (毓方) 1913 - ?                                |  |  |                                                    |                                                    |                                                    |                                                    |                                                    |                                                    |  |  |                                                          |                                                          |                                                          |                                                          |                                                          |                                                          |  |  | Di Thân vương Dục Kỳ (毓麒) 1900 - 1902 - 1945 - 1948                          | Di Thân vương Dục Kỳ (毓麒) 1900 - 1902 - 1945 - 1948                          | Di Thân vương Dục Kỳ (毓麒) 1900 - 1902 - 1945 - 1948                          | Di Thân vương Dục Kỳ (毓麒) 1900 - 1902 - 1945 - 1948                          | Di Thân vương Dục Kỳ (毓麒) 1900 - 1902 - 1945 - 1948                          | Di Thân vương Dục Kỳ (毓麒) 1900 - 1902 - 1945 - 1948                          |  |  |  |  |  |  |  |  |  |  |  |  |  |  |  |  |  |  |  |  |  |  |  |  |  |  |  |  |  |  |  |  |  |  |  |  |  |  |